# Автошлях Т 1932
Автошля́х Т 1932 — автомобільний шлях територіального значення у Сумській області. Пролягає територією Тростянецького району від перетину з Н12 до Зарічного. Загальна довжина — 3 км.

## Маршрут
Автошлях проходить через такі населені пункти:
| Автошлях Т 1923     |     |
| Сумська область     |     |
| Тростянецький район |     |
|                     | Н12 |
| Зарічне             |     |